# Saint-Martin-de-Connée
Saint-Martin-de-Connée korábbi község Franciaország Loire mente régiójában, Maine-et-Loire megyében. Lakosainak száma 421 fő (2018. január 1.). Saint-Martin-de-Connée Izé, Saint-Georges-sur-Erve, Saint-Pierre-sur-Orthe, Saint-Thomas-de-Courceriers és Vimarcé községekkel határos.
2021. január 1-jén Saint-Pierre-sur-Orthe és Vimarcé korábbi községgel egyesült és az így létrejött Vimartin-sur-Orthe új község része lett.

## Népesség
A település népessége az elmúlt években az alábbi módon változott:
| Lakosok száma | 411  | 415  | 425  | 421  | 421  |
|               | 2013 | 2015 | 2016 | 2017 | 2018 |